# Radostyán
Radostyán is een plaats (község) en gemeente in het Hongaarse comitaat Borsod-Abaúj-Zemplén. Radostyán telt 670 inwoners (2001).